# Ася Братанова
Ася Илиева Михайлова-Братанова е българска актриса. Занимава се активно с озвучаване на филми и сериали.

## Ранни години
Родена е на 8 октомври 1961 г.

## Кариера
Започва да се занимава с дублаж около 1983 – 1984 г. Поканена е от Димитър Караджов, а първата анимация с нейно участие е „Прасенцата от Прасоград“ (Piggsburg Pigs!) през 90-те години.
По-известни заглавия с нейно участие са „Росалинда“, „Съдружници по неволя“ (дублаж на студио Доли), „Огнената Грейс“ (дублаж на GTV), „Осем прости правила“, „Самотно дърво на хълма“, „Касандра“ (дублаж на Диема Фемили), „Модерно семейство“, „По средата“, „Хавай 5-0“ и „Падащи небеса“, „Нови в квартала“, „Закон и ред“ както и анимационни поредици като „Семейство Мезга“ (дублаж на Медиа Линк), „Загадките на Силвестър и Туити“, „Истерия!“, „Реактивните момичета“, „Ед, Едд и Едди“.
Озвучава и в радио пиесите на БНР, както и в Столичен куклен театър.
През 2019 г. Братанова получава номинация за наградата „Икар“ в категория „най-добър дублаж (актриса)“ за ролята на Марек в „Митика“, заедно с Ася Рачева за Джейн Доу в „Мъртва точка“ и Василка Сугарева за Топси в „Мери Попинз се завръща“. Наградата се връчва на Василка Сугарева.
През 2020 г. е номинирана отново, този път за дублажа на Конча и Монахинята в „Щурите съседи“ (дублаж на Диема Вижън), заедно с Петя Абаджиева за Нина и Мара в „Дивата Нина“ и Елисавета Господинова за Ебру в „Черната роза“. На 31 октомври ѝ се връчва наградата на церемонията, която е отложена със 7 месеца заради пандемията с Ковид-19 в България.

## Личен живот
Има един син, който също е актьор.